# ORP Krakowiak (1940)
ORP Krakowiak – polski niszczyciel eskortowy z okresu II wojny światowej, brytyjskiego typu Hunt II, wydzierżawiony  przez Polską Marynarkę Wojenną od rządu Wielkiej Brytanii. Bliźniak ORP Kujawiak.
Budowę okrętu rozpoczęto 5 grudnia 1939 w stoczni Samuel White w Cowes. 4 grudnia 1940 okręt wodowano i otrzymał brytyjską nazwę HMS „Silverton”. Przed wejściem do służby brytyjskiej, 20 kwietnia 1941 okręt przekazano Polskiej Marynarce Wojennej. 22 maja 1941 podniesiono na nim polską banderę i nadano nazwę ORP „Krakowiak”, numer burtowy L 115.

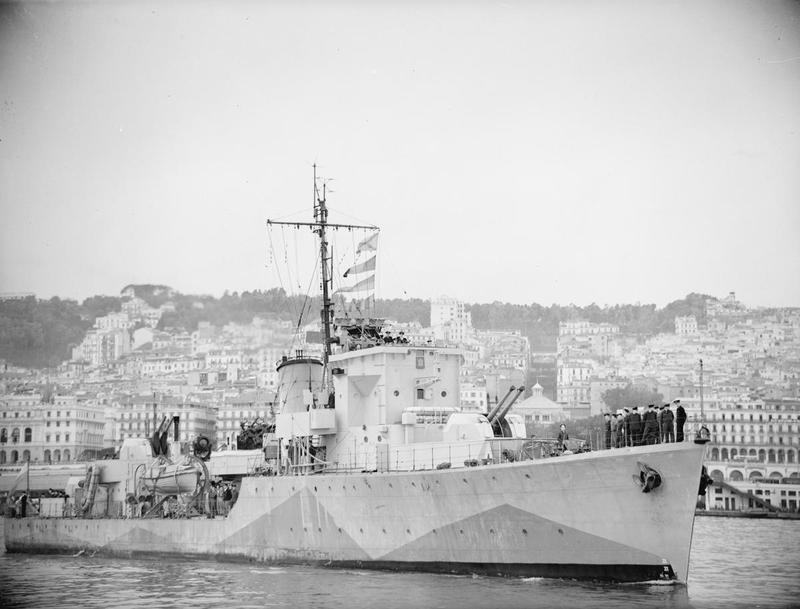
ORP „Krakowiak” wychodzi na patrol w 1943 roku

ORP „Krakowiak” był pierwszym niszczycielem eskortowym typu Hunt II przekazanym Polsce. Do 10 lipca 1941 miało miejsce szkolenie załogi. Następnie brał udział w osłonie konwojów, w tym konwojów atlantyckich, patrolach oraz działaniach zespołów floty. Pod koniec grudnia 1941 wziął udział w operacji Anklet – rajdzie sił brytyjskich na niemieckie stanowiska na Lofotach. Podczas wojny kilkakrotnie walczył m.in. z niemieckimi ścigaczami torpedowymi. W 1943 działał na Morzu Śródziemnym, m.in. w lipcu wspierając ogniem lądowanie na Sycylii (operacja Husky), a w czasie bitwy o Dodekanez 1943 w nocy 10/11 listopada 1943 wraz z niszczycielami HMS „Petard” i HMS „Rockwood” bombardował Kalimnos.
W czerwcu 1944 roku uczestniczył w inwazji w Normandii. 10–11 czerwca 1944 roku wraz z innymi okrętami alianckimi wziął udział w walce z niemieckimi ścigaczami na kanale La Manche, które zostały zatopione.
Po wojnie „Krakowiak” wziął udział w operacji Deadlight – zatapianiu poniemieckich U-Bootów. 28 września 1946 okręt został zwrócony Brytyjczykom i wszedł do służby w Royal Navy pod pierwotną nazwą HMS „Silverton”. Podczas przekazywania okrętu Brytyjczykom oficer mechanik kpt. mar. Aleksander Wilczyński zabrał banderę, która obecnie znajduje się w Muzeum Marynarki Wojennej.  W 1947 został przeniesiony do rezerwy, następnie przeklasyfikowany na fregatę z numerem burtowym F 55. W lipcu 1953 reprezentował Flotę Rezerwową podczas rewii koronacyjnej królowej Elżbiety II w Spithead. W 1959 został wycofany ze służby i sprzedany na złom.
Podczas wojny przebył 146 000 mil morskich, eskortował 206 konwojów, w tym 9 atlantyckich. Zestrzelił 3 samoloty, w ostatnim okresie wojny brał udział w kilku starciach z niemieckimi ścigaczami (Schnellboote), z których jednego prawdopodobnie zatopił, a dwa uszkodził.

## Dowódcy ORP Krakowiak
- 22.05.1941 – 05.1942 kmdr ppor. Tadeusz Gorazdowski
- 04.1942 kpt. mar. Michał Rózański
- 04.1942 – 06.1943 kpt. mar. Jan Tchórznicki
- 28.06.1943 – 11.1944 kpt. mar. Wszechwład Maracewicz
- 08.11.1944 – 01.1946 kpt. mar. Włodzimierz Łaskoczyński
- 04.01.1946 kmdr ppor. Paweł Żelazny

## Dane techniczne
- zapas paliwa: normalny 277 t